# Árbitro (deporte)
Un árbitro (también conocido réferi o referí, derivados de la palabra inglesa referee) es la persona con autoridad en una variedad de deportes. Es responsable de presidir el juego desde un punto de vista neutral y de tomar decisiones sobre la marcha que hacen cumplir las reglas del deporte en que participa, incluidas las decisiones de deportividad, como por ejemplo, la expulsión en juegos colectivos.
El oficial encargado de este trabajo puede ser denominado con varios nombres (además de llamarse árbitro como tal), a menudo dependiendo del deporte, con nombres tales como oficial, juez, réferi, juez de línea, comisario, cronometrador, juez de touch u Oficial Técnico (designado por el Comité Olímpico Internacional).
En términos básicos, se encargan de regular los cambios de los distintos deportes, así como el resguardar el orden, encargarse del cumplimiento de las reglas del juego y procurar un ambiente de respeto entre los jugadores. Los árbitros tienen una preparación profesional regulada y avalada por las instituciones encargadas de las diferentes disciplinas deportivas tanto nacionales como internacionales.

## Árbitro de baloncesto

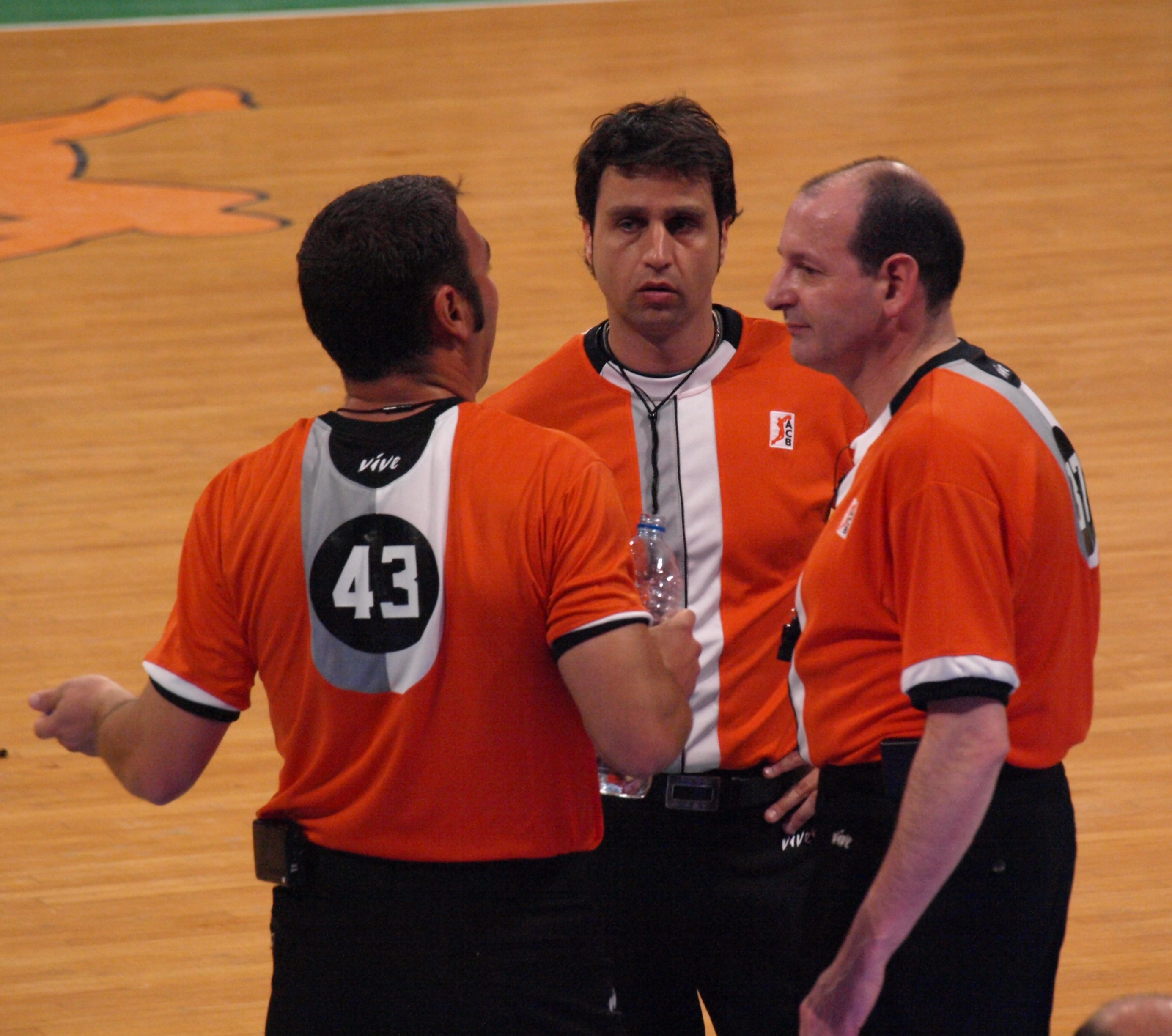
Tres árbitros de baloncesto en un partido de la liga ACB en 2009.

En el baloncesto hay un mínimo de un árbitro y un máximo de tres en cada partido,en el máximo caso constan de 1 árbitro en pista y 2 en mesa según la competición de la que se trate (desde las competiciones en las categorías de formación hasta las competiciones profesionales como la Euro liga, LEB, ACB, NBA...).
El árbitro es la máxima autoridad en la cancha de juego, aunque tenga el poder de sancionar a cualquier jugador o técnico con la retirada de su licencia federativa, es el tribunal de competición quien impone las sanciones finales. 
Sin embargo el árbitro de baloncesto nunca está solo, ya que forma parte del equipo arbitral, compuesto por los oficiales de mesa. Todos estos componentes utilizan el lenguaje arbitral reglamentario para comunicarse entre sí. Este lenguaje arbitral es el mismo en todas las partes del mundo, siempre y cuando se aplique el reglamento oficial de las reglas, el reglamento FIBA, que se actualiza y modifica cada cortos periodos de tiempo, adecuándose a los avances del baloncesto.
-La función principal de un árbitro es hacer que el juego se lleve a cabo con la menor cantidad posibles de interferencias, y su responsabilidad fundamental, cuidar la integridad física de los jugadores. El Baloncesto es un deporte de contactos y lógicamente por esos contactos habrá jugadores constantemente lesionados, pero estas lesiones deben ser el producto de un accidente, no del acto deliberado de querer causar daño hacia otro jugador.
Esta profesión implica algunas prácticas y actitudes por parte del árbitro con el juego y sus contendientes.
-El potencial de la presencia
-Relación entre árbitro y jugador
-Buenas relaciones públicas

## Árbitro de fútbol

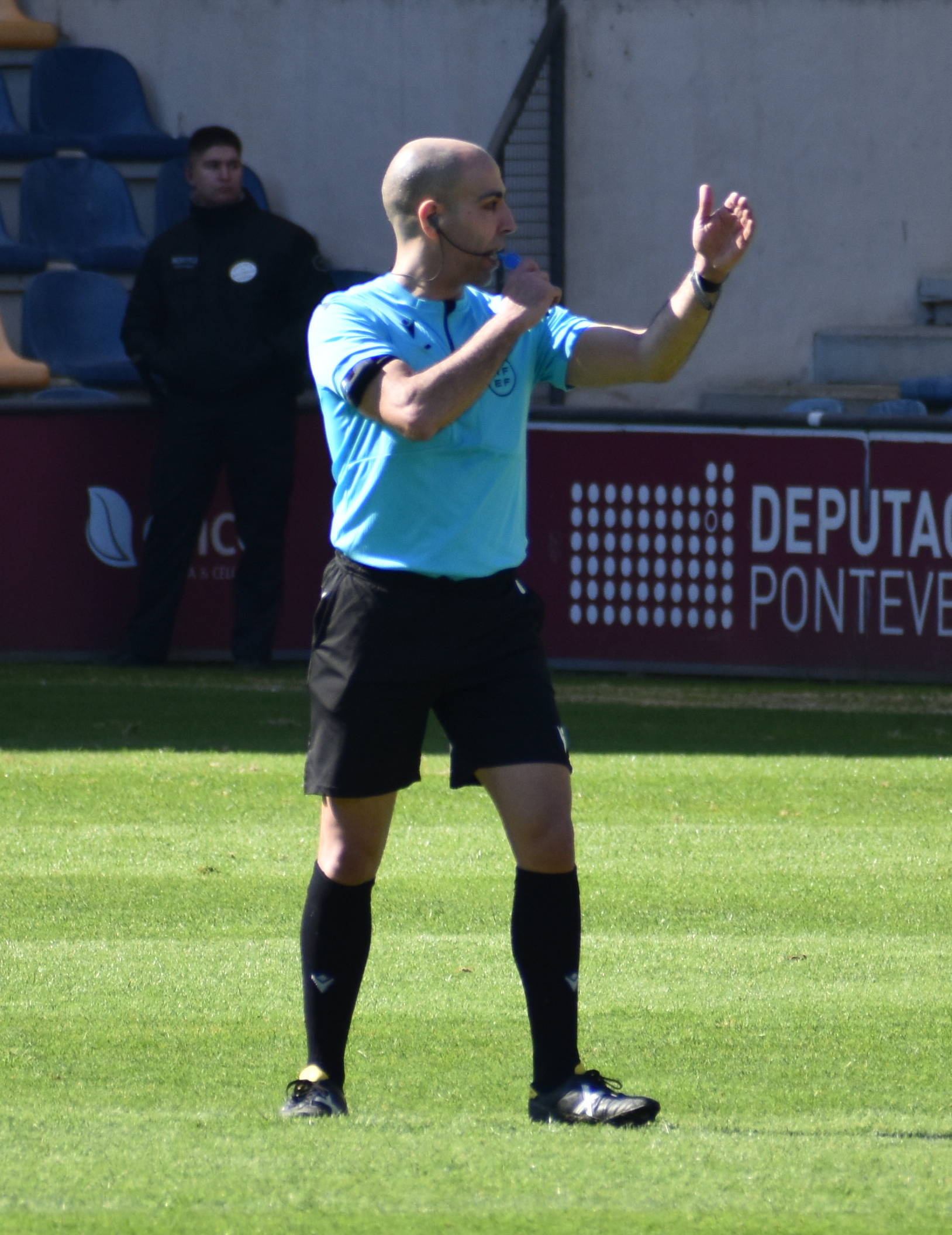
Árbitro del Pontevedra CF - AD Ceuta FC, 2022-23.

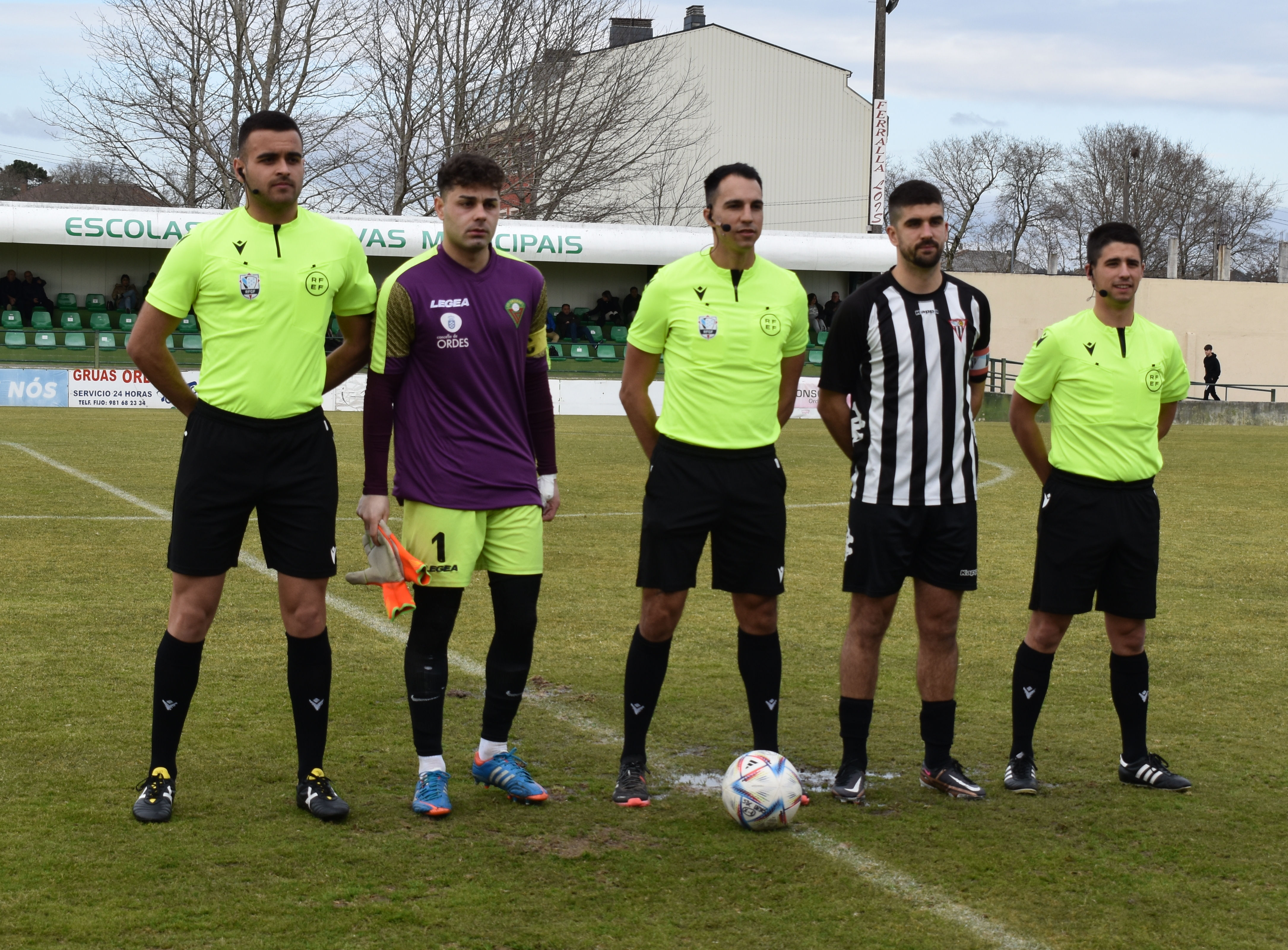
Árbitro y jueces de línea con los capitanes de los equipos.

En el fútbol asociado, hay un árbitro principal —también llamado juez, colegiado, silbante o referí, entre otros—, encargado de aplicar las reglas del fútbol en un partido, dar constancia de lo sucedido en el mismo y cronometrar la duración del encuentro. 
Sus deberes y obligaciones están descriptos en las Reglas del Juego, precisamente en la regla 5, desarrolladas y monitoreadas por la Federación Internacional de Fútbol Asociación (FIFA) —el organismo mundial que rige a las asociaciones miembro de este deporte— y la International Football Association Board (IFAB).
El árbitro de fútbol, a diferencia de otros deportes, tiene la posibilidad de aplicar los reglamentos de la competición antes y después de la celebración del encuentro. 
Las Reglas de Juego —oficialmente The Law of the Game— están formadas por 17 reglas. Las mismas son:
1. El terreno de juego
2. El balón
3. Los jugadores
4. El equipamiento de los jugadores
5. El árbitro
6. Los otros miembros del equipo arbitral
7. La duración del partido
8. El inicio y la reanudación del juego
9. El balón en juego o fuera del juego
10. El resultado de un partido
11. El fuera de juego
12. Faltas y conducta incorrecta
13. Tiros libres
14. El penal
15. El saque de banda
16. El saque de meta
17. El saque de esquina

Los organismos regentes del fútbol revisan, ajustan y actualizan las Reglas anualmente, en búsqueda de generar un deporte más dinámico, inclusivo y moderno. Además, de acuerdo a la propia IFAB, año a año se busca simplificar las Reglas acompañando a la evolución mundial del deporte.
Adicionalmente, puede disponer de dos árbitros asistentes, situados en el exterior del terreno de juego, en las bandas, y en categoría profesional, de un cuarto árbitro, encargado de sustituir a aquel miembro del trío que quedara lesionado, y de ayudar al árbitro en sus labores de anotación de cambios, amonestaciones y expulsiones. En el Mundial de Alemania 2006 existía incluso la figura del quinto árbitro, cuya función era la de ayudar al árbitro del encuentro. A este conjunto de personas se la denomina equipo arbitral.
El único con poder para sancionar o expulsar a un jugador o miembro del cuerpo técnico es el árbitro. Los asistentes y el cuarto árbitro pueden aconsejar al colegiado principal en jugadas que este no haya podido ver, pero nunca tienen el poder de sancionar o de expulsar a los jugadores. 
El árbitro es la autoridad deportiva única e inapelable, en el orden técnico, para dirigir los partidos. Sus facultades comienzan en el momento de entrar en el recinto deportivo y no terminan hasta que lo abandona, conservándolas, por tanto, durante los descansos, interrupciones y suspensiones, aunque el balón no se halle en el campo, siempre tendrá sus facultares arbitrarias.
Tanto directivos como los futbolistas, entrenadores, auxiliares y delegados de los clubes, deben acatar sus decisiones y están obligados, bajo su responsabilidad, a apoyarle y protegerle en todo momento para garantizar la independencia de su actuación y el respeto debido al ejercicio de su función, así como su integridad personal, interesando, a tales fines, si fuese preciso, la intervención de la autoridad.
Todos los árbitros han de superar exámenes teóricos pruebas físicas cuyos resultados junto a informes de los partidos del Comité de Árbitros les habilitan para ejercer su actividad y en su caso ascender de categoría.

### Funciones
Para el desarrollo de un encuentro será obligatoria la presencia de un árbitro principal, que recibe de parte de las Reglas de Juego la máxima autoridad deportiva del partido. Generalmente, aunque no sea mandatario, los encuentros se desarrollan con al menos dos árbitros asistentes que se ubican en cada banda, conforme lo establece la regla seis, «Los otros miembros del equipo arbitral». En la jerga futbolística se los conoce comúnmente como «jueces de línea» o simplemente «asistentes».
| Función                      | Cantidad     | Ubicación                    | Regla    | Descripción |
| ---------------------------- | ------------ | ---------------------------- | -------- | --- |
| Árbitro principal            | 1            | Campo de juego               | Regla #5 | «El árbitro es la persona encargada de dirigir el partido y que posee plena autoridad para hacer cumplir las Reglas de Juego en dicho encuentro». |
| Árbitro asistente            | 2 (opcional) | Línea de banda (1 por mitad) | Regla #6 | «Tendrán la tarea de indicar si: el balón ha salido completamente del terreno de juego e indicar reanudaciones; marcar si un jugador en posición de fuera de juego debe ser sancionado; solicitar una sustitución; y ayudar al árbitro en el control del juego». |
| Cuarto árbitro               | 1 (opcional) | Zona entre bancos            | Regla #6 | «Supervisión de bancos de relevos, sustituciones, balones de reserva y demás control». |
| Árbitro asistente de reserva | 1 (opcional) | Zona entre bancos            | Regla #6 | «Reemplazo del cuarto oficial —u otro miembro— y asistencia general al cuerpo arbitral». |

### Material del árbitro de fútbol
Para poder realizar su función correctamente el árbitro de fútbol requiere contar con unos materiales indispensables, también mandatarios por las Reglas de Juego.
- Tarjetas: Son unas cartulinas rectangulares de diferentes colores que sirven para amonestar o expulsar a los jugadores, normalmente de material de plástico.

1. Tarjeta amarilla: conocida como amonestación, se muestrea a un jugador o miembro del cuerpo técnico que incurrió en alguna infracción descrita en las reglas como tal. El jugador o miembro puede continuar el partido.
2. Tarjeta roja: remite a la expulsión y se utiliza ante una falta grave de un jugador o miembro del cuerpo técnico, o por la acumulación de dos amonestaciones. No se puede continuar en el campo de juego.

En otras variantes del fútbol, se pueden utilizar dos tipos de tarjetas más:
1. Tarjeta azul: se emplea para expulsar a un jugador del terreno de juego, pero permitiéndose sustituirlo por otro jugador, o para una expulsión temporaria del mismo pudiendo luego reingresar.
2. Tarjeta verde o blanca: esta tarjeta se emplea para reconocer el juego limpio de un jugador, siendo la única tarjeta «positiva» que se emplea.

Si bien los castigos en el fútbol asociados se remontan a los orígenes del deporte, no fue hasta el año 1970 —con la inauguración de la Copa Mundial de la FIFA México 1970— que estas se implementaron.
- Silbato:  Empleado por el árbitro para hacerse oír durante el partido.
- Banderines: Se trata de banderas pequeñas con mango que suelen emplear los asistentes o jueces de línea para avisar al árbitro de infracciones dentro del terreno de juego.
- Reloj/Cronómetro: El reloj es otro de los artículos indispensables para un árbitro, para poder controlar la duración del partido y anotar los goles o faltas en el minuto realizado.
- Tarjetero/Libreta: Utilizado tanto para guardar las tarjetas como una pequeña libreta donde anotar las faltas y los goles, o cualquier incidencia del encuentro.
- Bolígrafo: Sin él seria imposible realizar anotaciones.
- Moneda: La moneda se emplea para ver que equipo empieza el juego o elige campo.

## Árbitro de tenis
En partidos internacionales, el equipo arbitral de tenis estará formado por dos árbitros, dos jueces de gol, dos cronometradores y dos secretarios, cada uno de ellos con sus cometidos.
- Juez de central:

Se trata casi siempre de árbitros, como mínimo nacionales, con menor categoría o experiencia que el juez de silla que dirige el partido.
- Juez de red:

Se trata de un juez de línea que ha sido asignado para el partido a ejercer las funciones de juez de red.
- Juez de silla:

Se trata de un juez, como mínimo de categoría nacional, que según experiencia y exámenes superados está capacitado por la ITF o la RFET para ejercer como tal en torneos de diferente envergadura e importancia. Es la primera autoridad en un partido
Categorías: nacional, blanca, bronce, plata y oro.
- Juez árbitro:

Es el máximo responsable a nivel arbitral de todo un torneo. Se encarga se supervisar la labor de los jueces de silla en los partidos y puede ser requerida su presencia en pista por parte del jugador si este no está de acuerdo con la decisión tomada por el juez de silla en cuestiones que impliquen una valoración de las reglas y no de un hecho. Es la persona que ha de realizar los informes de cuanto ha acontecido en el torneo, tanto a nivel organizativo, como de funcionamiento, incluyendo una valoración sobre la actuación de los diferentes jueces.
Categorías: se trata de jueces que en primer lugar han superado el examen de chapa plata asistiendo a cursos y exámenes para que les sea concedido el título de juez árbitro por la ITF. Pueden ser categoría plata o categoría oro.
- Jefe de árbitros:

Esta figura sólo existe en torneos grandes donde se disputan muchos partidos simultáneos y se encarga de la coordinación de los jueces de línea. Su labor es facilitar el trabajo a todo el colectivo arbitral presente en el torneo.
Categorías: se trata de jueces que han superado el examen de chapa plata de jefe de árbitros habiendo asistido al curso para que les sea concedido el título de jefe de árbitros por la ITF. Pueden ser categoría plata o categoría oro.

## Árbitro de artes marciales mixtas
Las reglas en los combates de artes marciales mixtas (MMA) son aplicadas por un árbitro que puede dar advertencias y descalificaciones en caso de incumplimiento. El árbitro también se encarga de detener los combates cuando un peleador no puede defenderse inteligentemente para evitar que sufra más daño, así como de asegurar que las sumisiones se liberen tras un tapout y de retirar a los luchadores de un oponente inconsciente. El árbitro recibe asesoramiento de un médico y un árbitro asistente que se encuentran en el ringside.
La principal preocupación y trabajo de un árbitro de MMA es la seguridad de los peleadores.

## Arbitraje deportivo
El arbitraje deportivo no solo se limita al ámbito de la justicia en el juego, sino que también encuentra paralelismos en el sector financiero, particularmente en las apuestas deportivas. Al igual que el arbitraje financiero, que busca explotar las diferencias de precio entre distintos mercados para obtener un rendimiento sin riesgo, en el arbitraje deportivo se aplican estrategias como las "surebets" para apostar en todas las posibles salidas de un evento deportivo, garantizando una ganancia independientemente del resultado. Sin embargo, es crucial subrayar que el objetivo principal del árbitro en cualquier deporte es supervisar el cumplimiento de las reglas y garantizar una competencia justa y equitativa, manteniendo el espíritu de juego limpio, incluso si hay intereses financieros en juego.